# Hegled
Hegled är en by i Sunne distrikt (Sunne socken) i Östersunds kommun, 12 km väster om Östersund, Jämtland. Den ligger på ett "sluttande plan" ner mot Storsjön. Öarna Andersön och Norderön ligger närmast och vid horisonten ligger Oviksfjällen med den karakteristiska Drommen i mitten. Hegled räknas till tätorten Orrvikens kringliggande glesbygd.
Ordet Hegled kan troligen hänföras till Helges backe, vilket även stämmer med terrängen. Vid Storsjöns strand finns lämningar av kalkugn och järnframställning av myrmalm.
Byn ligger tillsammans med Fanbyn. Byarna samt Isön och Andersön har ett gemensamt byalag vid namn Hegled-Fanbyns byalag.
Byarnas tidigare näringsfång har varit jordbruk, men nu återstår endast en gård som är i aktiv drift. Hästhållning av Islandshästar har tagit över en del av arealen. Byn har tidigare även haft ett sågverk vid Storsjöns strand med tillhörande snickeri och ångbåtsbrygga. 
Invånarna är i dag arbetspendlare till Östersund och bussar trafikerar sträckan. En viss nybyggnad och en förvandling av sommarstugor till åretruntboende sker.